# Włochy na Letnich Igrzyskach Olimpijskich 2016
Włochy na Letnich Igrzyskach Olimpijskich 2016 reprezentowało 314 zawodników: 170 mężczyzn i 144 kobiety. Był to 27 start reprezentacji Włoch na letnich igrzyskach olimpijskich.

## Zdobyte medale
| Medal  | Zawodnik | Dyscyplina        | Konkurencja                              | Rezultat                                                                    |
| ------ | --- | ----------------- | ---------------------------------------- | --------------------------------------------------------------------------- |
| Złoto  | Fabio Basile | Judo              | waga do 66 kg mężczyzn                   | w finale pokonał Koreańczyka An Ba-ul                                       |
| Złoto  | Elia Viviani | Kolarstwo         | omnium mężczyzn                          | 207 pkt                                                                     |
| Złoto  | Gregorio Paltrinieri | Pływanie          | 1500 m stylem dowolnym mężczyzn          | 14:34,57                                                                    |
| Złoto  | Niccolò Campriani | Strzelectwo       | Karabin pneumatyczny 10 m mężczyzn       | 206,1 pkt                                                                   |
| Złoto  | Niccolò Campriani | Strzelectwo       | karabin małokalibrowy 3 postawy mężczyzn | 458,8 pkt                                                                   |
| Złoto  | Gabriele Rossetti | Strzelectwo       | Skeet mężczyzn                           | w finale pokonał Szweda Marcusa Svenssona 16:15                             |
| Złoto  | Diana Bacosi | Strzelectwo       | Skeet kobiet                             | W finale pokonała rodaczkę Chiara Cainero 15:14                             |
| Złoto  | Daniele Garozzo | Szermierka        | floret mężczyzn indywidualnie            | W finale pokonał Amerykanina Alexander Massialas 15:11                      |
| Srebro | Odette Giuffrida | Judo              | waga do 52 kg kobiet                     | W finale uległa reprezentantce Kosowa Majlinda Kelmendi                     |
| Srebro | Giulia Gorlero, Roberta Bianconi, Chiara Tabani, Giulia Enrica Emmolo, Arianna Garibotti, Francesca Pomeri, Elisa Queirolo, Aleksandra Cotti, Federica Radicchi, Teresa Frassinetti, Rosaria Aiello, Laura Teani, Tania Di Mario          | Piłka wodna       | turniej kobiet                           | W meczu o złoty medal uległa representacji Stanów Zjednoczonych 5:12        |
| Srebro | Rachele Bruni | Pływanie          | 10 km na otwartym akwenie kobiet         | 1:56:49,5                                                                   |
| Srebro | Daniele Sottile, Luca Vettori, Osmany Juantorena, Simone Giannelli, Salvatore Rossini, Ivan Zaytsev, Filippo Lanza, Simone Buti, Massimo Colaci, Matteo Piano, Emanuele Birarelli, Oleg Antonow                                           | Siatkówka         | turniej mężczyzn                         | W finale ulegli Brazylii 0:3                                                |
| Srebro | Daniele Lupo, Paolo Nicolai | Siatkówka plażowa | turniej mężczyzn                         | W finale ulegli parze brazylijskiej Alison, Schmidt 0:2                     |
| Srebro | Tania Cagnotto, Francesca Dallapé | Skoki do wody     | Trampolina 3 m kobiet synchronicznie     | 313,83                                                                      |
| Srebro | Giovanni Pellielo | Strzelectwo       | trap mężczyzn                            | w finale uległ reprezentantowi Chorwatowi Josipowi Glasnovićowi po dogrywce |
| Srebro | Marco Innocenti | Strzelectwo       | trap podwójny mężczyzn                   | W finale uległ Fehaidowi Aldeehaniemu 24:26                                 |
| Srebro | Chiara Cainero | Strzelectwo       | Skeet kobiet                             | W finale uległa rodaczce Diana Bacosi 15:14                                 |
| Srebro | Enrico Garozzo, Marco Fichera, Paolo Pizzo, Andrea Santarelli | Szermierka        | Szpada mężczyzn drużynowo                | W finale ulegli reprezentacji Francji 31:45                                 |
| Srebro | Elisa Di Francisca | Szermierka        | floret kobiet indywidualnie              | W finale uległa Rosjance Innie Dierigłazowej 11:12                          |
| Srebro | Rossella Fiamingo | Szermierka        | szpada kobiet indywidualnie              | W finale uległa Węgierce Emese Szász 13:15                                  |
| Brąz   | Elisa Longo Borghini | Kolarstwo         | wyścig ze startu wspólnego kobiet        | 3:51:27                                                                     |
| Brąz   | Stefano Tempesti, Valentino Gallo, Francesco Di Fulvio, Christian Presciutti, Niccolò Gitto, Nicholas Presciutti, Pietro Figlioli, Matteo Aicardi, Alessandro Velotto, Alessandro Nora, Michael Bodegas, Marco Del Lungo, Andrea Fondelli | Piłka wodna       | turniej mężczyzn                         | W meczu o brązowy medal pokonała reprezentację czarnogóry 12:10             |
| Brąz   | Gabriele Detti | Pływanie          | 400 m stylem dowolnym mężczyzn           | 3:43,69                                                                     |
| Brąz   | Gabriele Detti | Pływanie          | 1500 m stylem dowolnym mężczyzn          | 14:40,86                                                                    |
| Brąz   | Tania Cagnotto | Skoki do wody     | Trampolina 3 m kobiet indywidualnie      | 372,80 pkt                                                                  |
| Brąz   | Marco Di Costanzo, Giovanni Abagnale | Wioślarstwo       | Dwójka bez sternika mężczyzn             | 7:04,52                                                                     |
| Brąz   | Giuseppe Vicino, Matteo Castaldo, Matteo Lodo, Domenico Montrone | Wioślarstwo       | czwórka bez sternika mężczyzn            | 6:03,85                                                                     |
| Brąz   | Frank Chamizo | Zapasy            | waga do 65 kg mężczyzn styl wolny        | w walce o brązowy medal pokonał Amerykanina Franka Molinaro 5:3             |

## Reprezentanci

### Badminton
Kobiety
| Zawodnik          | Konkurencja    | Faza grupowa                 | Faza grupowa                 | Faza grupowa     | Pozycja | 1/8              | Ćwierćfinały     | Półfinały        | Finał            | Finał   |
| Zawodnik          | Konkurencja    | Przeciwnik Wynik             | Przeciwnik Wynik             | Przeciwnik Wynik | Pozycja | Przeciwnik Wynik | Przeciwnik Wynik | Przeciwnik Wynik | Przeciwnik Wynik | Pozycja |
| ----------------- | -------------- | ---------------------------- | ---------------------------- | ---------------- | ------- | ---------------- | ---------------- | ---------------- | ---------------- | ------- |
| Jeanine Cicognini | gra pojedyncza | Bae Yeon-ju 0:2 (11-21,8-21) | Özge Bayrak 0:2 (14-21,9-21) | N/A              | 3.      | NQ               | NQ               | NQ               | NQ               | NQ      |

### Boks
Mężczyźni
| Zawodnik              | Konkurencja      | 1/16                | 1/8              | Ćwierćfinał        | Półfinał         | Finał            | Finał   |
| Zawodnik              | Konkurencja      | Przeciwnik Wynik    | Przeciwnik Wynik | Przeciwnik Wynik   | Przeciwnik Wynik | Przeciwnik Wynik | Miejsce |
| --------------------- | ---------------- | ------------------- | ---------------- | ------------------ | ---------------- | ---------------- | ------- |
| Manuel Cappai         | waga papierowa   | Hernández P (0-3)   | NQ               | NQ                 | NQ               | NQ               | NQ      |
| Carmine Tommasone     | waga lekka       | Delgado W (3-0)     | Álvarez P (0-3)  | NQ                 | NQ               | NQ               | NQ      |
| Vincenzo Mangiacapre  | waga półśrednia  | Romero W (2-1)      | Maestre P (WO)   | NQ                 | NQ               | NQ               | NQ      |
| Valentino Manfredonia | waga półciężka   | Dauhalawiec P (1-2) | NQ               | NQ                 | NQ               | NQ               | NQ      |
| Clemente Russo        | waga ciężka      | BYE                 | Chaktami W (3-0) | Tiszczenko P (0-3) | NQ               | NQ               | NQ      |
| Guido Vianello        | waga superciężka | BYE                 | Pero P(0-3)      | NQ                 | NQ               | NQ               | NQ      |

Kobiety
| Zawodnik   | Konkurencja | 1/8              | Ćwierćfinał      | Półfinał         | Finał            | Finał   |
| Zawodnik   | Konkurencja | Przeciwnik Wynik | Przeciwnik Wynik | Przeciwnik Wynik | Przeciwnik Wynik | Miejsce |
| ---------- | ----------- | ---------------- | ---------------- | ---------------- | ---------------- | ------- |
| Irma Testa | waga lekka  | Watts W (2-1)    | Mossely P (0-3)  | NQ               | NQ               | NQ      |

### Gimnastyka
Mężczyźni
| Zawodnik        | Konkurencja            | Kwalifikacje | Kwalifikacje | Kwalifikacje | Kwalifikacje | Kwalifikacje | Kwalifikacje | Kwalifikacje | Kwalifikacje | Finał    | Finał    | Finał    | Finał    | Finał    | Finał    | Finał | Finał   |
| Zawodnik        | Konkurencja            | Przyrząd     | Przyrząd     | Przyrząd     | Przyrząd     | Przyrząd     | Przyrząd     | Razem        | Pozycja      | Przyrząd | Przyrząd | Przyrząd | Przyrząd | Przyrząd | Przyrząd | Razem | Pozycja |
| Zawodnik        | Konkurencja            | F            | PH           | R            | V            | PB           | HB           | Razem        | Pozycja      | F        | PH       | R        | V        | PB       | HB       | Razem | Pozycja |
| --------------- | ---------------------- | ------------ | ------------ | ------------ | ------------ | ------------ | ------------ | ------------ | ------------ | -------- | -------- | -------- | -------- | -------- | -------- | ----- | ------- |
| Ludovico Edalli | wielobój indywidualnie | 12,433       | 13,333       | 13,666       | 13,933       | 14,400       | 14,033       | 81,798       | 44.          | NQ       | NQ       | NQ       | NQ       | NQ       | NQ       | NQ    | NQ      |

Kobiety
| Zawodniczka      | Konkurencja | Kwalifikacje | Kwalifikacje | Kwalifikacje | Kwalifikacje | Kwalifikacje | Kwalifikacje | Finał    | Finał    | Finał    | Finał    | Finał | Finał   |
| Zawodniczka      | Konkurencja | Przyrząd     | Przyrząd     | Przyrząd     | Przyrząd     | Razem        | Pozycja      | Przyrząd | Przyrząd | Przyrząd | Przyrząd | Razem | Pozycja |
| Zawodniczka      | Konkurencja | V            | UB           | BB           | F            | Razem        | Pozycja      | V        | UB       | BB       | F        | Razem | Pozycja |
| ---------------- | ----------- | ------------ | ------------ | ------------ | ------------ | ------------ | ------------ | -------- | -------- | -------- | -------- | ----- | ------- |
| Erika Fasana     | Wielobój    | N/A          | 14,200       | 12,933       | 14,333       | N/A          | N/A          | NQ       | NQ       | NQ       | NQ       | NQ    | NQ      |
| Carlotta Ferlito | Wielobój    | 14,300       | 14,033       | 13,233       | 14,033       | 55,599       | 22.          | NQ       | NQ       | NQ       | NQ       | NQ    | NQ      |
| Vanessa Ferrari  | Wielobój    | 14,533       | 13,866       | 12,000       | 14,866       | 55,265       | 24.          | NQ       | NQ       | NQ       | NQ       | NQ    | NQ      |
| Elisa Meneghini  | Wielobój    | 14,166       | N/A          | 14,166       | 14,233       | N/A          | N/A          | NQ       | NQ       | NQ       | NQ       | NQ    | NQ      |
| Martina Rizzelli | Wielobój    | 14,533       | 14,033       | N/A          | N/A          | N/A          | N/A          | NQ       | NQ       | NQ       | NQ       | NQ    | NQ      |
| Razem            | Wielobój    | 43,366       | 42,266       | 40,332       | 43,432       | 169,396      | 10.          | NQ       | NQ       | NQ       | NQ       | NQ    | NQ      |

Finały indywidualne
| Zawodniczka      | Konkurencja            | Przyrząd | Przyrząd | Przyrząd | Przyrząd | Razem  | Pozycja |
| Zawodniczka      | Konkurencja            | V        | UB       | BB       | F        | Razem  | Pozycja |
| ---------------- | ---------------------- | -------- | -------- | -------- | -------- | ------ | ------- |
| Carlotta Ferlito | wielobój indywidualnie | 14,733   | 14,100   | 14,000   | 14,125   | 56,958 | 12.     |
| Vanessa Ferrari  | wielobój indywidualnie | 14,633   | 14,033   | 13,800   | 14,075   | 56,541 | 16.     |
| Vanessa Ferrari  | ćwiczenia wolne        | N/A      | N/A      | N/A      | 14,766   | N/A    | 4.      |
| Erika Fasana     | ćwiczenia wolne        | N/A      | N/A      | N/A      | 14,533   | N/A    | 6.      |

#### Gimnastyka artystyczna
| Zawodnik                                                                       | Konkurencja           | Eliminacje | Eliminacje | Finał  | Finał   |
| Zawodnik                                                                       | Konkurencja           | Wynik      | Pozycja    | Wynik  | Pozycja |
| ------------------------------------------------------------------------------ | --------------------- | ---------- | ---------- | ------ | ------- |
| Veronica Bertolini                                                             | wielobój indywidualny | 68,007     | 19.        | NQ     | NQ      |
| Martina Centofanti Sofia Lodi Alessia Maurelli Marta Pagnini Camilla Patriarca | zawody drużynowe      | 35,349     | 4.         | 35,549 | 4.      |

### Golf
| Zawodnik         | Konkurencja | Runda 1 | Runda 2 | Runda 3 | Runda 4 | Łącznie | Łącznie | Łącznie |
| Zawodnik         | Konkurencja | Wynik   | Wynik   | Wynik   | Wynik   | Wynik   | Par     | Pozycja |
| ---------------- | ----------- | ------- | ------- | ------- | ------- | ------- | ------- | ------- |
| Nino Bertasio    | Mężczyźni   | 72      | 72      | 71      | 68      | 283     | – 1     | 30.     |
| Matteo Manassero | Mężczyźni   | 69      | 73      | 71      | 69      | 282     | – 2     | 27.     |
| Giulia Molinaro  | Kobiety     | 78      | 78      | 74      | 70      | 300     | + 16    | 53.     |
| Giulia Sergas    | Kobiety     | 77      | 74      | 77      | 74      | 302     | + 18    | 55.     |

### Jeździectwo
| Zawodnik         | Konkurencja              | Koń     | Grand Prix | Grand Prix | Grand Prix Special | Grand Prix Special | Finał | Finał |
| Zawodnik         | Konkurencja              | Koń     | Wynik      | Poz.       | Wynik              | Poz.               | Wynik | Poz.  |
| ---------------- | ------------------------ | ------- | ---------- | ---------- | ------------------ | ------------------ | ----- | ----- |
| Valentina Truppa | Ujeżdżenie indywidualnie | Chablis | 65,971     | 52.        | NQ                 | NQ                 | NQ    | NQ    |

| Zawodnik          | Konkurencja         | Koń        | Runda 1 | Runda 1 | Runda 2 | Runda 2 | Runda 2 | Runda 3 | Runda 3 | Runda 3 | Finał   | Finał   | Finał   | Finał   | Finał | Finał |
| Zawodnik          | Konkurencja         | Koń        | Runda 1 | Runda 1 | Runda 2 | Runda 2 | Runda 2 | Runda 3 | Runda 3 | Runda 3 | Runda A | Runda A | Runda B | Runda B | Razem | Razem |
| Zawodnik          | Konkurencja         | Koń        | Błędy   | Poz.    | Błędy   | Razem   | Poz.    | Błędy   | Razem   | Poz.    | Błędy   | Poz.    | Błędy   | Poz.    | Błędy | Poz.  |
| ----------------- | ------------------- | ---------- | ------- | ------- | ------- | ------- | ------- | ------- | ------- | ------- | ------- | ------- | ------- | ------- | ----- | ----- |
| Emanuele Gaudiano | Skoki indywidualnie | Caspar 232 | 27      | 67.     | NQ      | NQ      | NQ      | NQ      | NQ      | NQ      | NQ      | NQ      | NQ      | NQ      | NQ    | NQ    |

| Zawodnik                                                   | Konkurencja        | Koń                  | Ujeżdżenie          | Cross country       | Skoki (runda kwalifikacyjna) | Razem               | Skoki (runda finałowa) | Finał  | Pozycja |
| ---------------------------------------------------------- | ------------------ | -------------------- | ------------------- | ------------------- | ---------------------------- | ------------------- | ---------------------- | ------ | ------- |
| Stefano Brecciaroli                                        | WKKW indywidualnie | Apollo WD Wendi Kurt | 41,90               | Wyeliminowany       | DNF                          | DNF                 | DNF                    | DNF    | DNF     |
| Pietro Roman                                               | WKKW indywidualnie | Barraduff            | 48,20               | 20,00               | 14,00                        | 82,20               | 4,00                   | 86,20  | 23.     |
| Luca Roman                                                 | WKKW indywidualnie | Castlewoods Jake     | 50,80               | 71,60               | 16,00                        | 138,40              | N/A                    | 138,40 | 40.     |
| Arianna Schivo                                             | WKKW indywidualnie | Quefira de l'Ormeau  | 55,00               | 50,40               | 4,00                         | 109,40              | N/A                    | 109,40 | 34.     |
| Stefano Brecciaroli Pietro Roman Luca Roman Arianna Schivo | WKKW drużynowo     | jak wyżej            | punktacja jak wyżej | punktacja jak wyżej | punktacja jak wyżej          | punktacja jak wyżej | punktacja jak wyżej    | 330,00 | 9.      |

### Judo
Mężczyźni
| Zawodnik          | Konkurencja | 1/32               | 1/16                    | 1/8                    | Ćwierćfinał              | Półfinał           | Repasaże           | Finał/ 3.miejsce     | Finał/ 3.miejsce |
| Zawodnik          | Konkurencja | Przeciwnik Wynik   | Przeciwnik Wynik        | Przeciwnik Wynik       | Przeciwnik Wynik         | Przeciwnik Wynik   | Przeciwnik Wynik   | Przeciwnik Wynik     | Pozycja          |
| ----------------- | ----------- | ------------------ | ----------------------- | ---------------------- | ------------------------ | ------------------ | ------------------ | -------------------- | ---------------- |
| Elios Manzi       | - 60 kg     | BYE                | Kim Won-jin P 000 – 001 | NQ                     | NQ                       | NQ                 | NQ                 | NQ                   | NQ               |
| Fabio Basile      | - 66 kg     | BYE                | Seidl W 001 – 000       | Şıxəlizadə W 110 – 000 | Tömörkhüleg W 100 – 000  | Gomboc W 000 – 000 | N/A                | An Ba-ul W 100 – 000 | złoto            |
| Matteo Marconcini | - 81 kg     | Nakano W 100 – 000 | Bottieau W 000 – 000    | Duminica P 010 – 110   | Czrikiszwili P 000 – 011 | NQ                 | Iwanow W 100 – 000 | Toma P 000 – 100     | 5.               |

Kobiety
| Zawodniczka       | Konkurencja | 1/16                    | 1/8                   | Ćwierćfinał         | Półfinał            | Repasaże            | Finał / 3.miejsce    | Finał / 3.miejsce |
| Zawodniczka       | Konkurencja | Przeciwniczka Wynik     | Przeciwniczka Wynik   | Przeciwniczka Wynik | Przeciwniczka Wynik | Przeciwniczka Wynik | Przeciwniczka Wynik  | Pozycja           |
| ----------------- | ----------- | ----------------------- | --------------------- | ------------------- | ------------------- | ------------------- | -------------------- | ----------------- |
| Valentina Moscatt | 48 kg       | Văn Ngọc Tú P 000 – 000 | NQ                    | NQ                  | NQ                  | NQ                  | NQ                   | NQ                |
| Odette Giuffrida  | 52 kg       | BYE                     | Kräh W 001 – 000      | Chițu W 001 – 000   | Ma W 000 – 000      | N/A                 | Kelmendi P 100 – 000 | srebro            |
| Edwige Gwend      | 63 kg       | Hermansson W 101 – 000  | Trstenjak P 000 – 001 | NQ                  | NQ                  | NQ                  | NQ                   | NQ                |

### Kajakarstwo
Mężczyźni
| Zawodnik                                                        | Konkurencja | Eliminacje | Eliminacje | Półfinały | Półfinały | Finał A/B | Finał A/B    | Pozycja |
| Zawodnik                                                        | Konkurencja | Czas       | Pozycja    | Czas      | Pozycja   | Czas      | Pozycja      | Pozycja |
| --------------------------------------------------------------- | ----------- | ---------- | ---------- | --------- | --------- | --------- | ------------ | ------- |
| Carlo Tacchini                                                  | C-1 200m    | 41,368     | 3.         | 41,468    | 4.        | 40,733    | 7. (Finał B) | 15.     |
| Carlo Tacchini                                                  | C-1 1000m   | 4:04,697   | 4.         | 4:02,461  | 2.        | 4:15,368  | 7. (Finał A) | 7.      |
| Manfredi Rizza                                                  | K-1 200m    | 34,726     | 2.         | 34,686    | 3.        | 36,00     | 5.(Finał A)  | 5.      |
| Alberto Ricchetti                                               | K-1 1000m   | 3:37,610   | 6.         | NQ        | NQ        | NQ        | NQ           | NQ      |
| Alberto Ricchetti Mauro Crenna                                  | K-2 200m    | 34,000     | 7.         | 34,318    | 5.        | NQ        | NQ           | NQ      |
| Nicola Ripamonti Giulio Dressino                                | K-2 1000m   | 3:30,429   | 5.         | 3:17,942  | 2.        | 3:14,883  | 6. (Finał A) | 6.      |
| Nicola Ripamonti Giulio Dressino Alberto Ricchetti Mauro Crenna | K-4 1000m   | 3:10,266   | 7.         | 3:03,868  | 5.        | 3:14,399  | 6. (Finał B) | 14.     |

### Kajakarstwo górskie
| Zawodnik            | Konkurencja   | Eliminacje | Eliminacje | Eliminacje | Eliminacje | Eliminacje | Eliminacje | Półfinały | Półfinały | Finał  | Finał   | Pozycja |
| Zawodnik            | Konkurencja   | P 1        | M.         | P 2        | M.         | Razem      | M.         | Czas      | Miejsce   | Czas   | Miejsce | Pozycja |
| ------------------- | ------------- | ---------- | ---------- | ---------- | ---------- | ---------- | ---------- | --------- | --------- | ------ | ------- | ------- |
| Giovanni De Gennaro | K-1 mężczyźni | 86,85      | 1.         | 90,74      | 9.         | 86,85      | 1.         | 95,59     | 9.        | 91,77  | 7.      | 7.      |
| Stefanie Horn       | K-1 kobiety   | 106,90     | 7.         | 99,07      | 1.         | 99,07      | 1.         | 108,30    | 8.        | 107,22 | 8.      | 8.      |

### Kolarstwo

#### Kolarstwo szosowe
| Zawodnik             | Konkurencja                    | Czas       | Pozycja |
| -------------------- | ------------------------------ | ---------- | ------- |
| Damiano Caruso       | jazda indywidualna na czas (m) | 1:19:46,53 | 27.     |
| Damiano Caruso       | wyścig ze startu wspólnego (m) | 6:22:23    | 40.     |
| Fabio Aru            | wyścig ze startu wspólnego (m) | 6:10:27    | 6.      |
| Alessandro De Marchi | wyścig ze startu wspólnego (m) | 6:30:10    | 63.     |
| Vincenzo Nibali      | wyścig ze startu wspólnego (m) | DNF        | DNF     |
| Diego Rosa           | wyścig ze startu wspólnego (m) | DNF        | DNF     |
| Elisa Longo Borghini | jazda indywidualna na czas (k) | 44:51,97   | 5.      |
| Elisa Longo Borghini | wyścig ze startu wspólnego (k) | 3:51:27    | brąz    |
| Giorgia Bronzini     | wyścig ze startu wspólnego (k) | 4:01:33    | 42.     |
| Elena Cecchini       | wyścig ze startu wspólnego (k) | 3:55:34    | 20.     |
| Tatiana Guderzo      | wyścig ze startu wspólnego (k) | 3:53:46    | 14.     |

#### Kolarstwo górskie
| Zawodnik              | Konkurencja       | Czas    | Pozycja |
| --------------------- | ----------------- | ------- | ------- |
| Eva Lechner           | cross-country (k) | 1:38:45 | 18.     |
| Luca Braidot          | cross-country (m) | 1:36:25 | 7.      |
| Marco Aurelio Fontana | cross-country (m) | 1:40:25 | 20.     |
| Andrea Tiberi         | cross-country (m) | 1:39:33 | 19.     |

#### Kolarstwo torowe
Omnium
| Zawodnik     | Konkurencja | Scratch | Scratch | Wyścig na dochodzenie | Wyścig na dochodzenie | Wyścig na dochodzenie | Wyścig eliminacyjny | Wyścig eliminacyjny | Wyścig na 500 m | Wyścig na 500 m | Wyścig na 500 m | Okrążenie start lotny | Okrążenie start lotny | Okrążenie start lotny | Wyścig punktowy | Wyścig punktowy | Suma punktów | Pozycja |
| Zawodnik     | Konkurencja | Pozycja | Punkty  | Czas                  | Pozycja               | Punkty                | Pozycja             | Punkty              | Czas            | Pozycja         | Punkty          | Czas                  | Pozycja               | Punkty                | Punkty          | Pozycja         | Suma punktów | Pozycja |
| ------------ | ----------- | ------- | ------- | --------------------- | --------------------- | --------------------- | ------------------- | ------------------- | --------------- | --------------- | --------------- | --------------------- | --------------------- | --------------------- | --------------- | --------------- | ------------ | ------- |
| Elia Viviani | mężczyźni   | 7.      | 28      | 4:17,453              | 3.                    | 36                    | 1.                  | 40                  | 1:02,338        | 3.              | 36              | 12,660                | 2.                    | 38                    | 29              | 5.              | 207          | złoto   |

Wyścig na dochodzenie drużynowy
| Zawodnik                                                                                | Konkurencja | Kwalifikacje | Kwalifikacje | Półfinał         | Półfinał | Finał                | Finał |
| Zawodnik                                                                                | Konkurencja | Czas         | M.           | Przeciwnik Wynik | M.       | Przeciwnik Wynik     | M.    |
| --------------------------------------------------------------------------------------- | ----------- | ------------ | ------------ | ---------------- | -------- | -------------------- | ----- |
| Liam Bertazzo Simone Consonni Filippo Ganna Francesco Lamon Michele Scartezzini         | mężczyźni   | 3:59,709     | 5.           | Chiny · 3:55,724 | 5.       | Niemcy · 4:02,360    | 6.    |
| Simona Frapporti Tatiana Guderzo Francesca Pattaro Silvia Valsecchi Beatrice Bartelloni | Kobiety     | 4:25,543     | 7.           | Chiny · 4:22,964 | 5.       | Australia · 4:28,368 | 6.    |

### Lekkoatletyka
Mężczyźni
Konkurencje biegowe
| Zawodnik           | Konkurencja           | Eliminacje | Eliminacje | Półfinał | Półfinał | Finał   | Finał   |
| Zawodnik           | Konkurencja           | Wynik      | Miejsce    | Wynik    | Miejsce  | Wynik   | Miejsce |
| ------------------ | --------------------- | ---------- | ---------- | -------- | -------- | ------- | ------- |
| Ruggero Pertile    | maraton               | N/A        | N/A        | N/A      | N/A      | 2:17:30 | 38.     |
| Daniele Meucci     | maraton               | N/A        | N/A        | N/A      | N/A      | DNF     | DNF     |
| Stefano La Rosa    | maraton               | N/A        | N/A        | N/A      | N/A      | 2:18:57 | 57.     |
| Yuri Floriani      | 3000 m z przeszkodami | 8:40,80    | 32.        | N/A      | N/A      | NQ      | NQ      |
| Abdoullah Bamoussa | 3000 m z przeszkodami | 8:42,81    | 34.        | N/A      | N/A      | NQ      | NQ      |
| Davide Manenti     | 200 m                 | 20,51      | 4.         | NQ       | NQ       | NQ      | NQ      |
| Matteo Galvan      | 200 m                 | 20,58      | 2.         | 20,88    | 24.      | NQ      | NQ      |
| Eseosa Desalu      | 200 m                 | 20,65      | 5.         | NQ       | NQ       | NQ      | NQ      |
| Matteo Galvan      | 400 m                 | 46,07      | 34.        | NQ       | NQ       | NQ      | NQ      |
| Giordano Benedetti | 800 m                 | 1:49,40    | 3.         | 1:46,41  | 20.      | NQ      | NQ      |
| Matteo Giupponi    | chód 20 km            | N/A        | N/A        | N/A      | N/A      | 1:20:27 | 8.      |
| Marco de Luca      | chód 50 km            | N/A        | N/A        | N/A      | N/A      | 3:54:40 | 21.     |
| Matteo Giupponi    | chód 50 km            | N/A        | N/A        | N/A      | N/A      | DNF     | DNF     |
| Teodorico Caporaso | chód 50 km            | N/A        | N/A        | N/A      | N/A      | DSQ     | DSQ     |

Konkurencje techniczne
| Zawodnik        | Konkurencja | Kwalifikacje | Kwalifikacje | Finał | Finał   |
| Zawodnik        | Konkurencja | Wynik        | Miejsce      | Wynik | Miejsce |
| --------------- | ----------- | ------------ | ------------ | ----- | ------- |
| Fabrizio Donato | trójskok    | 16,54        | 17.          | NQ    | NQ      |
| Marco Lingua    | rzut młotem | NM           | –            | NQ    | NQ      |
| Silvano Chesani | skok wzwyż  | 2,22         | 33.          | NQ    | NQ      |

Kobiety
Konkurencje biegowe
| Zawodnik | Konkurencja        | Eliminacje | Eliminacje | Półfinał | Półfinał | Finał    | Finał   |
| Zawodnik | Konkurencja        | Wynik      | Miejsce    | Wynik    | Miejsce  | Wynik    | Miejsce |
| --- | ------------------ | ---------- | ---------- | -------- | -------- | -------- | ------- |
| Catherine Bertone                                                                                            | maraton            | N/A        | N/A        | N/A      | N/A      | 2:33:29  | 25.     |
| Anna Incerti                                                                                                 | maraton            | N/A        | N/A        | N/A      | N/A      | DNF      | DNF     |
| Valeria Straneo                                                                                              | maraton            | N/A        | N/A        | N/A      | N/A      | 2:29:44  | 13.     |
| Marzia Caravelli                                                                                             | 400 m przez płotki | 57,77      | 6.         | NQ       | NQ       | NQ       | NQ      |
| Ayomide Folorunso                                                                                            | 400 m przez płotki | 55,78      | 3.         | 56,37    | 19.      | NQ       | NQ      |
| Yadisleidy Pedroso                                                                                           | 400 m przez płotki | 55,91      | 4.         | 55,78    | 12.      | NQ       | NQ      |
| Maria Benedicta Chigbolu                                                                                     | 400 m              | 52,06      | 3.         | NQ       | NQ       | NQ       | NQ      |
| Libania Grenot                                                                                               | 400 m              | 51,17      | 2.         | 50,60    | 6.       | 51,25    | 8.      |
| Yusneysi Santiusti                                                                                           | 800 m              | 2:00,45    | 2.         | 2:00,80  | 18.      | NQ       | NQ      |
| Gloria Hooper                                                                                                | 200 m              | 23,05      | 33.        | NQ       | NQ       | NQ       | NQ      |
| Margherita Magnani                                                                                           | 1500 m             | 4:09,74    | 20.        | NQ       | NQ       | NQ       | NQ      |
| Veronica Inglese                                                                                             | 10 000 m           | NQ         | NQ         | NQ       | NQ       | 32:11,67 | 30.     |
| Chiara Bazzoni Elena Maria Bonfanti Maria Benedicta Chigbolu Libania Grenot Marta Milani Maria Enrica Spacca | sztafeta 4 × 400 m | 3:25,16    | 4.         | N/A      | N/A      | 3:27,05  | 6.      |
| Antonella Palmisano                                                                                          | chód 20 km         | N/A        | N/A        | N/A      | N/A      | 1:29:03  | 4.      |
| Elisa Rigaudo                                                                                                | chód 20 km         | N/A        | N/A        | N/A      | N/A      | 1:31:04  | 11.     |
| Eleonora Giorgi                                                                                              | chód 20 km         | N/A        | N/A        | N/A      | N/A      | DSQ      | DSQ     |

Konkurencje techniczne
| Zawodniczka    | Konkurencja   | Kwalifikacje | Kwalifikacje | Finał | Finał   |
| Zawodniczka    | Konkurencja   | Wynik        | Miejsce      | Wynik | Miejsce |
| -------------- | ------------- | ------------ | ------------ | ----- | ------- |
| Desirée Rossit | skok wzwyż    | 1,94         | 7.           | 1,88  | 16.     |
| Alessia Trost  | skok wzwyż    | 1,94         | 7.           | 1,93  | 5.      |
| Sonia Malavisi | skok o tyczce | 4,45         | 21.          | NQ    | NQ      |
| Darija Derkacz | trójskok      | 13,56        | 28.          | NQ    | NQ      |

### Łucznictwo
| Zawodnik                                        | Konkurencja       | Runda rankingowa | Runda rankingowa | 1/32             | 1/16             | 1/8              | Ćwierćfinały     | Półfinały        | Finał                   | Finał   |
| Zawodnik                                        | Konkurencja       | Wynik            | Miejsce          | Przeciwnik Wynik | Przeciwnik Wynik | Przeciwnik Wynik | Przeciwnik Wynik | Przeciwnik Wynik | Przeciwnik Wynik        | Pozycja |
| ----------------------------------------------- | ----------------- | ---------------- | ---------------- | ---------------- | ---------------- | ---------------- | ---------------- | ---------------- | ----------------------- | ------- |
| David Pasqualucci                               | indywidualnie (m) | 685              | 3.               | David W 6-0      | Fernández P 2-6  | NQ               | NQ               | NQ               | NQ                      | NQ      |
| Mauro Nespoli                                   | indywidualnie (m) | 671              | 16.              | Wijaya W 7-3     | Duzelbajew W 6-0 | Agatha W 6-0     | Valladont P 5-6  | NQ               | NQ                      | NQ      |
| Marco Galiazzo                                  | indywidualnie (m) | 651              | 47.              | Duenas P 5-6     | NQ               | NQ               | NQ               | NQ               | NQ                      | NQ      |
| David Pasqualucci Mauro Nespoli Marco Galiazzo  | drużynowo (m)     | 2007             | 3.               | N/A              | N/A              | BYE              | Chiny · P 0-6    | NQ               | NQ                      | NQ      |
| Lucilla Boari                                   | indywidualnie (k) | 651              | 7.               | Ingley P 1-7     | NQ               | NQ               | NQ               | NQ               | NQ                      | NQ      |
| Guendalina Sartori                              | indywidualnie (k) | 648              | 13.              | Aguirre W 6-0    | Kumari P 2-6     | NQ               | NQ               | NQ               | NQ                      | NQ      |
| Claudia Mandia                                  | indywidualnie (k) | 612              | 46.              | Brown P 4-6      | NQ               | NQ               | NQ               | NQ               | NQ                      | NQ      |
| Lucilla Boari Guendalina Sartori Claudia Mandia | drużynowo (k)     | 1911             | 6.               | N/A              | N/A              | Brazylia · W 6-0 | Chiny · W 5-3    | Rosja · P 3-5    | Chińskie Tajpej · P 3-5 | 4.      |

### Pięciobój nowoczesny
| Zawodnik          | Konkurencja | Szermierka | Szermierka | Szermierka | Pływanie | Pływanie | Pływanie | Jazda konna | Jazda konna | Jazda konna | Kombinacja: strzelanie/bieg przełajowy | Kombinacja: strzelanie/bieg przełajowy | Kombinacja: strzelanie/bieg przełajowy | Suma punktów | Pozycja |
| Zawodnik          | Konkurencja | Wynik      | M.         | Punkty     | Czas     | M.       | Punkty   | Kary        | M.          | Punkty      | Czas                                   | M.                                     | Punkty                                 | Suma punktów | Pozycja |
| ----------------- | ----------- | ---------- | ---------- | ---------- | -------- | -------- | -------- | ----------- | ----------- | ----------- | -------------------------------------- | -------------------------------------- | -------------------------------------- | ------------ | ------- |
| Riccardo De Luca  | mężczyźni   | 20-15      | 9.         | 222        | 2:09,36  | 34.      | 312      | 0           | 6.          | 300         | 11:07,23                               | 6.                                     | 633                                    | 1467         | 5.      |
| Pierpaolo Petroni | mężczyźni   | 13-22      | 31.        | 179        | 2:05,51  | 21.      | 324      | 7           | 7.          | 293         | 11:39,60                               | 23.                                    | 601                                    | 1397         | 24.     |
| Claudia Cesarini  | kobiety     | 17-18      | 16.        | 205        | 2:20,85  | 27.      | 278      | 39          | 27.         | 261         | 13:04,34                               | 21.                                    | 516                                    | 1260         | 24.     |
| Alice Sotero      | kobiety     | 20-15      | 9.         | 221        | 2:12,63  | 8.       | 303      | 21          | 23.         | 279         | 13:00,47                               | 18.                                    | 520                                    | 1323         | 8.      |

### Piłka wodna
Mężczyźni
Reprezentacja Włoch
| - Stefano Tempesti - Valentino Gallo - Francesco Di Fulvio - Christian Presciutti - Niccolò Gitto - Nicholas Presciutti - Pietro Figlioli |  | - Matteo Aicardi - Alessandro Velotto - Alessandro Nora - Michael Bodegas - Marco Del Lungo - Andrea Fondelli |

Grupa B
| Drużyna           | M | Mecze | Mecze | Mecze | Bramki | Bramki | Bramki | Pkt |
| Drużyna           | M | W     | R     | P     | +      | –      | +/-    | Pkt |
| ----------------- | - | ----- | ----- | ----- | ------ | ------ | ------ | --- |
| Hiszpania         | 5 | 3     | 1     | 1     | 46     | 35     | 11     | 7   |
| Chorwacja         | 5 | 3     | 0     | 2     | 37     | 37     | 0      | 6   |
| Włochy            | 5 | 3     | 0     | 2     | 40     | 41     | -1     | 6   |
| Czarnogóra        | 5 | 2     | 1     | 2     | 36     | 32     | 4      | 5   |
| Stany Zjednoczone | 5 | 2     | 0     | 3     | 35     | 35     | 0      | 4   |
| Francja           | 5 | 1     | 0     | 4     | 28     | 42     | -14    | 2   |

| 6 sierpnia 201611:40 | Hiszpania | 8:9(3:2, 2:1, 1:2, 2:4) | Włochy                     | Centro Aquático Maria Lenk, Rio de Janeiro Sędzia: Vojin Putniković Georgios Stavridis |
| 6 sierpnia 201611:40 | Molina 4  | 8:9(3:2, 2:1, 1:2, 2:4) | Figlioli, Ch. Presciutti 3 | Centro Aquático Maria Lenk, Rio de Janeiro Sędzia: Vojin Putniković Georgios Stavridis |

| 8 sierpnia 201610:20 | Włochy    | 11:8(4:3, 4:1, 1:2, 2:2) | Francja                | Centro Aquático Maria Lenk, Rio de Janeiro Sędzia: Radosław Koryzna Siergiej Naumow |
| 8 sierpnia 201610:20 | Aicardi 4 | 11:8(4:3, 4:1, 1:2, 2:2) | trzech zawodników po 2 | Centro Aquático Maria Lenk, Rio de Janeiro Sędzia: Radosław Koryzna Siergiej Naumow |

| 10 sierpnia 201613:00 | Czarnogóra       | 5:6(1:2, 1:1, 0:1, 3:2) | Włochy      | Centro Aquático Maria Lenk, Rio de Janeiro Sędzia: Péter Molnár Georgios Stavridis |
| 10 sierpnia 201613:00 | Darko Brguljan 2 | 5:6(1:2, 1:1, 0:1, 3:2) | Di Fulvio 3 | Centro Aquático Maria Lenk, Rio de Janeiro Sędzia: Péter Molnár Georgios Stavridis |

| 12 sierpnia 201610:20 | Chorwacja | 10:7(1:1, 4:3, 3:2, 2:1) | Włochy  | Centro Aquático Maria Lenk, Rio de Janeiro Sędzia: Mark Koganow Daniel Flahive |
| 12 sierpnia 201610:20 | Sukno 5   | 10:7(1:1, 4:3, 3:2, 2:1) | Gallo 2 | Centro Aquático Maria Lenk, Rio de Janeiro Sędzia: Mark Koganow Daniel Flahive |

| 14 sierpnia 201615:30 | Stany Zjednoczone        | 10:7(2:4, 3:2, 3:1, 2:0) | Włochy                | Centro Aquático Maria Lenk, Rio de Janeiro Sędzia: Boris Margeta Vojin Putniković |
| 14 sierpnia 201615:30 | czterech zawodników po 2 | 10:7(2:4, 3:2, 3:1, 2:0) | Di Fulvio, Figlioli 2 | Centro Aquático Maria Lenk, Rio de Janeiro Sędzia: Boris Margeta Vojin Putniković |

Ćwierćfinał
| 16 sierpnia 201616:30 | Grecja                 | 5:9(0:2, 2:2, 1:2, 2:3) | Włochy     | Centro Aquático Maria Lenk, Rio de Janeiro Sędzia: Siergiej Naumow Boris Margeta |
| 16 sierpnia 201616:30 | Fountoulis, Mourikis 2 | 5:9(0:2, 2:2, 1:2, 2:3) | Figlioli 3 | Centro Aquático Maria Lenk, Rio de Janeiro Sędzia: Siergiej Naumow Boris Margeta |

Półfinał
| 18 sierpnia 201616:30 | Włochy                 | 8:10(0:3, 2:3, 0:1, 6:3) | Serbia                 | Centro Aquático Maria Lenk, Rio de Janeiro Sędzia: Georgios Stavridis Daniel Flahive |
| 18 sierpnia 201616:30 | trzech zawodników po 2 | 8:10(0:3, 2:3, 0:1, 6:3) | trzech zawodników po 2 | Centro Aquático Maria Lenk, Rio de Janeiro Sędzia: Georgios Stavridis Daniel Flahive |

Mecz o brązowy medal
| 20 sierpnia 201613:00 | Czarnogóra | 10:12(1:2, 3:3, 2:4, 4:3) | Włochy          | Centro Aquático Maria Lenk, Rio de Janeiro Sędzia: Boris Margeta Siergiej Naumow |
| 20 sierpnia 201613:00 | Janović 3  | 10:12(1:2, 3:3, 2:4, 4:3) | Ch.Presciutti 4 | Centro Aquático Maria Lenk, Rio de Janeiro Sędzia: Boris Margeta Siergiej Naumow |

Turniej kobiet
Reprezentacja Włoch
| - Giulia Gorlero - Roberta Bianconi - Chiara Tabani - Giulia Enrica Emmolo - Arianna Garibotti - Francesca Pomeri - Elisa Queirolo |  | - Aleksandra Cotti - Federica Radicchi - Teresa Frassinetti - Rosaria Aiello - Laura Teani - Tania Di Mario |

Grupa A
| Drużyna   | M | Mecze | Mecze | Mecze | Bramki | Bramki | Bramki | Pkt |
| Drużyna   | M | W     | R     | P     | +      | –      | +/-    | Pkt |
| --------- | - | ----- | ----- | ----- | ------ | ------ | ------ | --- |
| Włochy    | 3 | 3     | 0     | 0     | 27     | 15     | 12     | 6   |
| Australia | 3 | 2     | 0     | 1     | 31     | 15     | 16     | 4   |
| Rosja     | 3 | 1     | 0     | 2     | 23     | 31     | -8     | 2   |
| Brazylia  | 3 | 0     | 0     | 3     | 13     | 33     | -20    | 0   |

| 9 sierpnia 201610:20 | Włochy     | 9:3(1:1, 2:0, 3:0, 3:2) | Brazylia              | Centro Aquático Maria Lenk, Rio de Janeiro Sędzia: Diana Dutilh-Dumas Dion Willis |
| 9 sierpnia 201610:20 | Bianconi 3 | 9:3(1:1, 2:0, 3:0, 3:2) | trzy zawodniczki po 1 | Centro Aquático Maria Lenk, Rio de Janeiro Sędzia: Diana Dutilh-Dumas Dion Willis |

| 11 sierpnia 201610:20 | Włochy      | 8:7(4:2, 0:1, 2:3, 2:1) | Australia           | Centro Aquático Maria Lenk, Rio de Janeiro Sędzia: Péter Molnár Boris Margeta |
| 11 sierpnia 201610:20 | Garibotti 3 | 8:7(4:2, 0:1, 2:3, 2:1) | Southern, Webster 2 | Centro Aquático Maria Lenk, Rio de Janeiro Sędzia: Péter Molnár Boris Margeta |

| 13 sierpnia 201610:20 | Rosja      | 5:10(2:3, 1:2, 1:3, 1:2) | Włochy     | Centro Aquático Maria Lenk, Rio de Janeiro Sędzia: Joseph Peila Adrian Alexandrescu |
| 13 sierpnia 201610:20 | Griniewa 2 | 5:10(2:3, 1:2, 1:3, 1:2) | Bianconi 3 | Centro Aquático Maria Lenk, Rio de Janeiro Sędzia: Joseph Peila Adrian Alexandrescu |

Ćwierćfinał
| 15 sierpnia 201619:00 | Włochy     | 12:7(1:1, 3:1, 4:2, 4:3) | Chiny   | Centro Aquático Maria Lenk, Rio de Janeiro Sędzia: Georgios Stavridis Adrian Alexandrescu |
| 15 sierpnia 201619:00 | Bianconi 3 | 12:7(1:1, 3:1, 4:2, 4:3) | Zhang 3 | Centro Aquático Maria Lenk, Rio de Janeiro Sędzia: Georgios Stavridis Adrian Alexandrescu |

Półfinał
| 17 sierpnia 201612:20 | Rosja               | 9:12(2:2, 2:4, 0:2, 5:4) | Włochy      | Centro Aquático Maria Lenk, Rio de Janeiro Sędzia: Mark Koganow Francesc Buch |
| 17 sierpnia 201612:20 | Iwanowa, Lisunowa 2 | 9:12(2:2, 2:4, 0:2, 5:4) | Garibotti 5 | Centro Aquático Maria Lenk, Rio de Janeiro Sędzia: Mark Koganow Francesc Buch |

Finał
| 19 sierpnia 201615:30 | Stany Zjednoczone | 12:5(4:1, 1:2, 4:1, 3:1) | Włochy     | Centro Aquático Maria Lenk, Rio de Janeiro Sędzia: Adrian Alexandrescu Francesc Buch |
| 19 sierpnia 201615:30 | Neushul 3         | 12:5(4:1, 1:2, 4:1, 3:1) | Radicchi 2 | Centro Aquático Maria Lenk, Rio de Janeiro Sędzia: Adrian Alexandrescu Francesc Buch |

### Pływanie
Mężczyźni
| Zawodnik                                                              | Konkurencja       | Eliminacje | Eliminacje | Półfinał | Półfinał | Finał     | Finał   |
| Zawodnik                                                              | Konkurencja       | Czas       | Miejsce    | Czas     | Miejsce  | Czas      | Miejsce |
| --------------------------------------------------------------------- | ----------------- | ---------- | ---------- | -------- | -------- | --------- | ------- |
| Luca Dotto                                                            | 50 m dowolnym     | 21,87      | 9.         | 21,84    | 9.       | NQ        | NQ      |
| Federico Bocchia                                                      | 50 m dowolnym     | 22,54      | 37.        | NQ       | NQ       | NQ        | NQ      |
| Luca Dotto                                                            | 100 m dowolnym    | 48,47      | 10.        | 48,49    | 13.      | NQ        | NQ      |
| Filippo Magnini                                                       | 100 m dowolnym    | 49,40      | 37.        | NQ       | NQ       | NQ        | NQ      |
| Andrea Mitchell D’Arrigo                                              | 200 m dowolnym    | 1:47,46    | 23.        | NQ       | NQ       | NQ        | NQ      |
| Marco Belotti                                                         | 200 m dowolnym    | 1:48,71    | 33.        | NQ       | NQ       | NQ        | NQ      |
| Gabriele Detti                                                        | 400 m dowolnym    | 3:43,95    | 3.         | N/A      | N/A      | 3:43,69   | brąz    |
| Gregorio Paltrinieri                                                  | 1500 m dowolnym   | 14:44,51   | 1.         | N/A      | N/A      | 14:34,57  | złoto   |
| Gabriele Detti                                                        | 1500 m dowolnym   | 14:48,68   | 5.         | N/A      | N/A      | 14:40,86  | brąz    |
| Andrea Toniato                                                        | 100 m klasycznym  | 1:00,45    | 22.        | NQ       | NQ       | NQ        | NQ      |
| Luca Pizzini                                                          | 200 m klasycznym  | 2:11,26    | 16.        | 2:11,53  | 14.      | NQ        | NQ      |
| Piero Codia                                                           | 100 m motylkowym  | 51,72      | 6.         | 51,82    | 11.      | NQ        | NQ      |
| Matteo Rivolta                                                        | 100 m motylkowym  | 52,67      | 25.        | NQ       | NQ       | NQ        | NQ      |
| Raphaël Stacchiotti                                                   | 200 m zmiennym    | 2:00,21    | 21.        | NQ       | NQ       | NQ        | NQ      |
| Federico Turrini                                                      | 200 m zmiennym    | DNS        | DNS        | DNS      | DNS      | DNS       | DNS     |
| Federico Turrini                                                      | 400 m zmiennym    | 4:18,39    | 20.        | N/A      | N/A      | NQ        | NQ      |
| Luca Marin                                                            | 400 m zmiennym    | 4:17,88    | 16.        | N/A      | N/A      | NQ        | NQ      |
| Luca Dotto Marco Orsi Michele Santucci Luca Leonardi                  | 4 × 100m dowolnym | 3:14,22    | 9.         | N/A      | N/A      | NQ        | NQ      |
| Andrea Mitchell D’Arrigo Alex di Giorgio Marco Belotti Gabriele Detti | 4 × 200m dowolnym | 7:09,20    | 9.         | N/A      | N/A      | NQ        | NQ      |
| Simone Sabbioni Andrea Toniato Piero Codia Luca Dotto                 | 4 × 100m zmiennym | 3:34,85    | 11.        | N/A      | N/A      | NQ        | NQ      |
| Simone Ruffini                                                        | 10 km             | N/A        | N/A        | N/A      | N/A      | 1:53:03,5 | 6.      |
| Federico Vanelli                                                      | 10 km             | N/A        | N/A        | N/A      | N/A      | 1:53:03,9 | 7.      |

Kobiety
| Zawodniczka                                                             | Konkurencja       | Eliminacje        | Eliminacje | Półfinał | Półfinał | Finał     | Finał   |    |
| Zawodniczka                                                             | Konkurencja       | Czas              | Miejsce    | Czas     | Miejsce  | Czas      | Miejsce |    |
| ----------------------------------------------------------------------- | ----------------- | ----------------- | ---------- | -------- | -------- | --------- | ------- | -- |
| Silvia Di Pietro                                                        | 50 m dowolnym     | 24,89             | 17.        | NQ       | NQ       | NQ        | NQ      |    |
| Erika Ferraioli                                                         | 50 m dowolnym     | 25,40             | 34.        | NQ       | NQ       | NQ        | NQ      |    |
| Erika Ferraioli                                                         | 100 m dowolnym    | 55,20             | 26.        | NQ       | NQ       | NQ        | NQ      |    |
| Federica Pellegrini                                                     | 100 m dowolnym    | DNS               | DNS        | NQ       | NQ       | NQ        | NQ      |    |
| Federica Pellegrini                                                     | 200 m dowolnym    | 1:56,37           | 5.         | 1:55,42  | 3.       | 1:55,18   | 4.      |    |
| Alice Mizzau                                                            | 200 m dowolnym    | 1:59,16           | 24.        | NQ       | NQ       | NQ        | NQ      |    |
| Alice Mizzau                                                            | 400 m dowolnym    | 4:14,20           | 22.        | N/A      | N/A      | NQ        | NQ      |    |
| Diletta Carli                                                           | 400 m dowolnym    | 4:17,15           | 27.        | N/A      | N/A      | NQ        | NQ      |    |
| Martina De Memme                                                        | 800 m dowolnym    | DNS               | DNS        | N/A      | N/A      | NQ        | NQ      |    |
| Margherita Panziera                                                     | 800 m dowolnym    | 200 m grzbietowym | 2:10,92    | 17.      | NQ       | NQ        | NQ      | NQ |
| Arianna Castiglioni                                                     | 100 m klasycznym  | 1:07,32           | 17.        | NQ       | NQ       | NQ        | NQ      |    |
| Martina Carraro                                                         | 100 m klasycznym  | 1:07,56           | 20.        | NQ       | NQ       | NQ        | NQ      |    |
| Ilaria Bianchi                                                          | 100 m motylkowym  | 58,48             | 20.        | NQ       | NQ       | NQ        | NQ      |    |
| Alessia Polieri                                                         | 200 m motylkowym  | 2:08,95           | 15.        | 2:09,35  | 14.      | NQ        | NQ      |    |
| Stefania Pirozzi                                                        | 200 m motylkowym  | 2:09,40           | 17.        | NQ       | NQ       | NQ        | NQ      |    |
| Luisa Trombetti                                                         | 200 m zmiennym    | 2:14,66           | 22.        | NQ       | NQ       | NQ        | NQ      |    |
| Sara Franceschi                                                         | 200 m zmiennym    | 2:15,61           | 28.        | NQ       | NQ       | NQ        | NQ      |    |
| Luisa Trombetti                                                         | 400 m zmiennym    | 4:45,52           | 26.        | N/A      | N/A      | NQ        | NQ      |    |
| Sara Franceschi                                                         | 400 m zmiennym    | 4:48,48           | 30.        | N/A      | N/A      | NQ        | NQ      |    |
| Erika Ferraioli Silvia Di Pietro Aglaia Pezzato Federica Pellegrini     | 4 × 100m dowolnym | 3:35,90           | 4.         | N/A      | N/A      | 3:36.78   | 6.      |    |
| Alice Mizzau Martina de Memme Chiara Masini Lucetti Federica Pellegrini | 4 × 200m dowolnym | 7:57,74           | 13.        | N/A      | N/A      | NQ        | NQ      |    |
| Carlotta Zofkova Arianna Castiglioni Ilaria Bianchi Federica Pellegrini | 4 × 100m zmiennym | 3:59,09           | 7.         | NQ       | NQ       | 3:59,50   | 8.      |    |
| Rachele Bruni                                                           | 10 km             | N/A               | N/A        | N/A      | N/A      | 1:56:49,5 | srebro  |    |

### Pływanie synchroniczne
| Zawodnik | Konkurencja | Eliminacje       | Eliminacje    | Eliminacje | Eliminacje | Finał            | Finał         | Finał    | Finał   |
| Zawodnik | Konkurencja | Runda techniczna | Runda dowolna | Razem      | Miejsce    | Runda techniczna | Runda dowolna | Razem    | Miejsce |
| Zawodnik | Konkurencja | Punkty           | Punkty        | Punkty     | Miejsce    | Punkty           | Punkty        | Punkty   | Miejsce |
| Linda Cerruti Costanza Ferro | Duety       | 90,4412          | 91,1333       | 181,5745   | 6.         | 90,4412          | 92,3667       | 182,8079 | 6.      |
| Elisa Bozzo Beatrice Callegari Camilla Cattaneo Linda Cerruti Manila Flamini Francesca Deidda Mariangela Perrupato Sara Sgarzi Costanza Ferro | Drużyny     | N/A              | N/A           | N/A        | N/A        | 91,1142          | 92,2667       | 183,3809 | 5.      |

### Podnoszenie ciężarów
| Zawodnik          | Konkurencja | Rwanie | Rwanie  | Podrzut | Podrzut | Razem  | Pozycja |
| Zawodnik          | Konkurencja | Wynik  | Pozycja | Wynik   | Pozycja | Razem  | Pozycja |
| ----------------- | ----------- | ------ | ------- | ------- | ------- | ------ | ------- |
| Mirco Scarantino  | -56 kg (m}  | 115 kg | 10.     | 149 kg  | 5.      | 264 kg | 7.      |
| Giorgia Bordignon | -63 kg (k)  | 98 kg  | 7.      | 119 kg  | 7.      | 217 kg | 6.      |

### Siatkówka
Mężczyźni
- Reprezentacja mężczyzn

| - Daniele Sottile - Luca Vettori - Osmany Juantorena - Simone Giannelli - Salvatore Rossini - Ivan Zaytsev |  | - Filippo Lanza - Simone Buti - Massimo Colaci - Matteo Piano - Emanuele Birarelli - Oleg Antonow |

| Drużyna | Konkurencja      | Faza grupowa     | Faza grupowa            | Faza grupowa     | Faza grupowa     | Faza grupowa     | Faza grupowa | Ćwierćfinały     | Półfinały               | Finał            | Pozycja |
| Drużyna | Konkurencja      | Przeciwnik Wynik | Przeciwnik Wynik        | Przeciwnik Wynik | Przeciwnik Wynik | Przeciwnik Wynik | Pozycja      | Przeciwnik Wynik | Przeciwnik Wynik        | Przeciwnik Wynik | Pozycja |
| ------- | ---------------- | ---------------- | ----------------------- | ---------------- | ---------------- | ---------------- | ------------ | ---------------- | ----------------------- | ---------------- | ------- |
| Włochy  | turniej mężczyzn | Francja W 3:0    | Stany Zjednoczone W 3:1 | Meksyk W 3:0     | Brazylia w 3:1   | Kanada P 1:3     | 1.           | Iran W 3:0       | Stany Zjednoczone W 3:2 | Brazylia P 0:3   | srebro  |

Kobiety
- Reprezentacja kobiet

| - Serena Ortolani - Alessia Orro - Monica De Gennaro - Martina Guiggi - Alessia Gennari - Nadia Centoni |  | - Cristina Chirichella - Eleonora Lo Bianco - Antonella Del Core - Miriam Sylla - Paola Egonu - Anna Danesi |

| Drużyna | Konkurencja    | Faza grupowa     | Faza grupowa     | Faza grupowa     | Faza grupowa            | Faza grupowa     | Faza grupowa | Ćwierćfinały     | Półfinały        | Finał            | Pozycja |
| Drużyna | Konkurencja    | Przeciwnik Wynik | Przeciwnik Wynik | Przeciwnik Wynik | Przeciwnik Wynik        | Przeciwnik Wynik | Pozycja      | Przeciwnik Wynik | Przeciwnik Wynik | Przeciwnik Wynik | Pozycja |
| ------- | -------------- | ---------------- | ---------------- | ---------------- | ----------------------- | ---------------- | ------------ | ---------------- | ---------------- | ---------------- | ------- |
| Włochy  | turniej kobiet | Serbia P 0:3     | Chiny P 0:3      | Holandia P 0:3   | Stany Zjednoczone P 1:3 | Portoryko P 3:0  | 5.           | NQ               | NQ               | NQ               | 9.      |

#### Siatkówka plażowa
| Zawodnik                        | Konkurencja | Faza grupowa                               | Faza grupowa                                 | Faza grupowa                                | Pozycja | Runda play-off                          | 1/8                                     | Ćwierćfinały                           | Półfinały                                       | Finał                               | Finał   |
| Zawodnik                        | Konkurencja | Przeciwnik Wynik                           | Przeciwnik Wynik                             | Przeciwnik Wynik                            | Pozycja | Przeciwnik Wynik                        | Przeciwnik Wynik                        | Przeciwnik Wynik                       | Przeciwnik Wynik                                | Przeciwnik Wynik                    | Pozycja |
| ------------------------------- | ----------- | ------------------------------------------ | -------------------------------------------- | ------------------------------------------- | ------- | --------------------------------------- | --------------------------------------- | -------------------------------------- | ----------------------------------------------- | ----------------------------------- | ------- |
| Adrian Carambula Alex Ranghieri | mężczyźni   | Doppler Horst W 2:0 (21-14,21-13)          | Binstock Schachter W 2:1 (21-18,14-21,15-11) | Cerutti Schmidt P 0:2 (19-21,16-21)         | 2.      | N/A                                     | Lupo Nicolai P 0:2 (12-21,21-23)        | NQ                                     | NQ                                              | NQ                                  | 9.      |
| Daniele Lupo Paolo Nicolai      | mężczyźni   | Ontiveros Virgen P 1:2 (21-14,14-21,11-15) | Naceur Salah W 2:0 (21-17,21-13)             | Dalhausser Lucena P 1:2 (13-21,21-17,22-24) | 3.      | Kantor Łosiak W 2:1 (21-12,15-21,15-13) | Carambula Ranghieri W 2:0 (21-12,23-21) | Barsuk Lamin W 2:1 (21-18,20-22,15-11) | Krasilnikow Siemionow W 2:1 (15-21,21-16,15-13) | Cerutti Schmidt P 0:2 (19-21,17-21) | srebro  |
| Laura Giombini Marta Menegatti  | kobiety     | Broder Valjas P 1:2 (21-15,18-21,9-15)     | Elghobashy Meawad W 2:0 (21-10,21-13)        | Ludwig Walkenhorst P 1:2 (18-21,21-18,9-15) | 2.      | N/A                                     | Ross Walsh Jennings W 0:2 (10-21,16-21) | NQ                                     | NQ                                              | NQ                                  | 9.      |

### Skoki do wody
Mężczyźni
| Zawodnik                         | Konkurencja                   | Preeliminacje | Preeliminacje | Półfinał | Półfinał | Finał  | Finał   |
| Zawodnik                         | Konkurencja                   | Punkty        | Miejsce       | Punkty   | Miejsce  | Punkty | Miejsce |
| -------------------------------- | ----------------------------- | ------------- | ------------- | -------- | -------- | ------ | ------- |
| Michele Benedetti                | trampolina 3 m indywidualnie  | 390,85        | 17.           | 387,30   | 13.      | NQ     | NQ      |
| Andrea Chiarabini                | trampolina 3 m indywidualnie  | 350,40        | 28.           | NQ       | NQ       | NQ     | NQ      |
| Maicol Verzotto                  | wieża 10 m indywidualnie      | 313,10        | 27.           | NQ       | NQ       | NQ     | NQ      |
| Andrea Chiarabini Giovanni Tocci | trampolina 3 m synchronicznie | N/A           | N/A           | N/A      | N/A      | 395,19 | 6.      |

Kobiety
| Zawodniczka                      | Konkurencja                   | Preeliminacje | Preeliminacje | Półfinał | Półfinał | Finał  | Finał   |
| Zawodniczka                      | Konkurencja                   | Punkty        | Miejsce       | Punkty   | Miejsce  | Punkty | Miejsce |
| -------------------------------- | ----------------------------- | ------------- | ------------- | -------- | -------- | ------ | ------- |
| Tania Cagnotto                   | trampolina 3 m indywidualnie  | 347,30        | 4.            | 324,40   | 7.       | 372,80 | brąz    |
| Maria Marconi                    | trampolina 3 m indywidualnie  | 292,95        | 19.           | NQ       | NQ       | NQ     | NQ      |
| Noemi Batki                      | wieża 10 m indywidualnie      | 256,90        | 26.           | NQ       | NQ       | NQ     | NQ      |
| Tania Cagnotto Francesca Dallapé | trampolina 3 m synchronicznie | N/A           | N/A           | N/A      | N/A      | 313,83 | srebro  |

### Strzelectwo
Mężczyźni
| Niccolò Campriani | karabin pneumatyczny 10 m          | 630,2 | 1.  | N/A | N/A | 206,1   | złoto  |
| Niccolò Campriani | karabin małokalibrowy trzy pozycje | 1174  | 8.  | N/A | N/A | 458,8   | złoto  |
| Niccolò Campriani | karabin małokalibrowy trzy pozycje | 625,3 | 6.  | N/A | N/A | 102,8   | 7.     |
| Marco De Nicolo   | karabin pneumatyczny 10 m          | 620,5 | 30. | N/A | N/A | NQ      | NQ     |
| Marco De Nicolo   | karabin małokalibrowy trzy pozycje | 1168  | 27. | N/A | N/A | NQ      | NQ     |
| Marco De Nicolo   | karabin małokalibrowy trzy pozycje | 626,0 | 5.  | N/A | N/A | 123,6   | 6.     |
| Giuseppe Giordano | pistolet pneumatyczny 10 m         | 580   | 5.  | N/A | N/A | 118,4   | 6.     |
| Giuseppe Giordano | pistolet dowolny 50 m              | 547   | 26. | N/A | N/A | NQ      | NQ     |
| Antonino Barillà  | trap podwójny                      | 125   | 16. | NQ  | NQ  | NQ      | NQ     |
| Marco Innocenti   | trap podwójny                      | 136   | 5.  | 27  | 2.  | 24      | srebro |
| Massimo Fabbrizi  | trap                               | 118   | 6.  | 11  | 6.  | NQ      | NQ     |
| Giovanni Pellielo | trap                               | 122   | 1.  | 14. | 2.  | 13 (+3) | srebro |
| Luigi Lodde       | skeet                              | 116   | 24. | NQ  | NQ  | NQ      | NQ     |
| Gabriele Rossetti | skeet                              | 121   | 5.  | 16  | 1.  | 16      | złoto  |

Kobiety
| Zawodnik        | Konkurencja                        | Kwalifikacje | Kwalifikacje | Półfinał | Półfinał | Finał | Finał   |
| Zawodnik        | Konkurencja                        | Wynik        | Pozycja      | Wynik    | Pozycja  | Wynik | Pozycja |
| --------------- | ---------------------------------- | ------------ | ------------ | -------- | -------- | ----- | ------- |
| Petra Zublasing | karabin pneumatyczny 10 m          | 411,6        | 34.          | N/A      | N/A      |       |         |
| Petra Zublasing | karabin małokalibrowy trzy pozycje | 589          | 1.           | N/A      | N/A      | 437,7 | 4.      |
| Jessica Rossi   | trap                               | 69           | 2.           | 10       | 6.       | NQ    | NQ      |
| Diana Bacosi    | skeet                              | 72           | 3.           | 15       | 2.       | 15    | złoto   |
| Chiara Cainero  | skeet                              | 70           | 4.           | 16       | 1.       | 14    | srebro  |

### Szermierka
Mężczyźni
| Zawodnik                                                    | Konkurencja          | 1/32             | 1/16             | 1/8                  | Ćwierćfinały         | Półfinały         | Finał/o 3. miejsce          | Finał/o 3. miejsce |
| Zawodnik                                                    | Konkurencja          | Przeciwnik Wynik | Przeciwnik Wynik | Przeciwnik Wynik     | Przeciwnik Wynik     | Przeciwnik Wynik  | Przeciwnik Wynik            | Pozycja            |
| ----------------------------------------------------------- | -------------------- | ---------------- | ---------------- | -------------------- | -------------------- | ----------------- | --------------------------- | ------------------ |
| Diego Occhiuzzi                                             | szabla indywidualnie | N/A              | Vũ P 12-15       | NQ                   | NQ                   | NQ                | NQ                          | NQ                 |
| Aldo Montano                                                | szabla indywidualnie | N/A              | Ferjani W 15-11  | kowalow P 13-15      | NQ                   | NQ                | NQ                          | NQ                 |
| Daniele Garozzo                                             | floret indywidualnie | BYE              | Ayad W 15-8      | Abouelkassem W 15-13 | Toldo W 15-8         | Safin W 15-8      | Massialas W 15-11           | złoto              |
| Andrea Cassarà                                              | floret indywidualnie | BYE              | Cadot W 15-14    | Kruse P 12-15        | NQ                   | NQ                | NQ                          | NQ                 |
| Giorgio Avola                                               | floret indywidualnie | BYE              | Gómez W 15-5     | Joppich W 15-13      | Massialas P 14-15    | NQ                | NQ                          | NQ                 |
| Giorgio Avola Andrea Cassarà Daniele Garozzo Andrea Baldini | floret drużynowo     | N/A              | N/A              | N/A                  | Brazylia · W 45-27   | Francja · P 30-45 | Stany Zjednoczone · P 31-45 | 4.                 |
| Marco Fichera                                               | zpada indywidualnie  | BYE              | Minobe P 8-15    | NQ                   | NQ                   | NQ                | NQ                          | NQ                 |
| Paolo Pizzo                                                 | zpada indywidualnie  | BYE              | Heinzer P 11-15  | NQ                   | NQ                   | NQ                | NQ                          | NQ                 |
| Enrico Garozzo                                              | zpada indywidualnie  | BYE              | Jung W 15-11     | Park P 12-15         | NQ                   | NQ                | NQ                          | NQ                 |
| Enrico Garozzo Marco Fichera Paolo Pizzo Andrea Santarelli  | szpada drużynowo     | N/A              | N/A              | BYE                  | Szwajcaria · W 45-32 | Ukraina · W 45-33 | Francja · P 31-45           | srebro             |

Kobiety
| Zawodnik                                                    | Konkurencja          | 1/32             | 1/16               | 1/8               | Ćwierćfinały      | Półfinały         | Finał/o 3. miejsce          | Finał/o 3. miejsce |
| Zawodnik                                                    | Konkurencja          | Przeciwnik Wynik | Przeciwnik Wynik   | Przeciwnik Wynik  | Przeciwnik Wynik  | Przeciwnik Wynik  | Przeciwnik Wynik            | Pozycja            |
| ----------------------------------------------------------- | -------------------- | ---------------- | ------------------ | ----------------- | ----------------- | ----------------- | --------------------------- | ------------------ |
| Elisa Di Francisca                                          | floret indywidualnie | BYE              | Po Heung W 15-8    | Łyczbińska W 15-6 | Yongshi W 15-10   | Boubakri W 12-9   | Dierigłazowa P 11-12        | srebro             |
| Arianna Errigo                                              | floret indywidualnie | BYE              | Đỗ Thị Anh W 15-9  | Harvey P 11-15    | NQ                | NQ                | NQ                          | NQ                 |
| Irene Vecchi                                                | szabla indywidualnie | BYE              | Lembach P 11-15    | NQ                | NQ                | NQ                | NQ                          | NQ                 |
| Loreta Gulotta                                              | szabla indywidualnie | BYE              | Socha W 15-10      | Ji-yeon W 15-13   | Charłan P 4-15    | NQ                | NQ                          | NQ                 |
| Rossella Gregorio                                           | szabla indywidualnie | BYE              | Komaszczuk P 14-15 | NQ                | NQ                | NQ                | NQ                          | NQ                 |
| Rossella Gregorio Loreta Gulotta Irene Vecchi Ilaria Bianco | szabla drużynowo     | N/A              | N/A                | N/A               | Francja · W 45-36 | Ukraina · P 42-45 | Stany Zjednoczone · P 30-45 | 4.                 |
| Rossella Fiamingo                                           | szpada indywidualnie | BYE              | Mackinnon W 15-8   | Kong W 15-11      | Choi W 15-8       | Yiwen W 12-11     | Szász P 13-15               | srebro             |

### Tenis ziemny
| Zawodnik                    | Konkurencja | 1/32                          | 1/16                                  | 1/8                                       | Ćwierćfinały                            | Półfinały        | Finał            | Finał   |
| Zawodnik                    | Konkurencja | Przeciwnik Wynik              | Przeciwnik Wynik                      | Przeciwnik Wynik                          | Przeciwnik Wynik                        | Przeciwnik Wynik | Przeciwnik Wynik | Pozycja |
| --------------------------- | ----------- | ----------------------------- | ------------------------------------- | ----------------------------------------- | --------------------------------------- | ---------------- | ---------------- | ------- |
| Roberta Vinci               | singel (k)  | Schmiedlová P 0-2 (5:7,4:6)   | NQ                                    | NQ                                        | NQ                                      | NQ               | NQ               | NQ      |
| Karin Knapp                 | singel (k)  | Šafářová P 1-2 (6:4,1:6,1:6)  | NQ                                    | NQ                                        | NQ                                      | NQ               | NQ               | NQ      |
| Sara Errani                 | singel (k)  | Bertens W 2-1 (4:6,6:4,6:3)   | Strýcová W 2-0 (6:2,6:2)              | Kasatkina P 0-2 (5:7,2:6)                 | NQ                                      | NQ               | NQ               | NQ      |
| Sara Errani Roberta Vinci   | debel       | N/A                           | Kerber Petković W 2-0 (6:2,6:2)       | Xu Zheng W 2-0 (6:2,6:3)                  | Šafářová / Strýcová P 1-2 (6:4,4:6,4:6) | NQ               | NQ               | NQ      |
| Paolo Lorenzi               | singel (m)  | Lu w 2-1 (3:6,6:3,6:4)        | Bautista-Agut P 0-2 (6:7,2:6)         | NQ                                        | NQ                                      | NQ               | NQ               | NQ      |
| Andreas Seppi               | singel (m)  | Marczenko W 2-1 (6:3,3:6,7:6) | Nadal P 0-2 (3:6,3:6)                 | NQ                                        | NQ                                      | NQ               | NQ               | NQ      |
| Thomas Fabbiano             | singel (m)  | Dutra Silva P 0-2 (6:7,1:6)   | NQ                                    | NQ                                        | NQ                                      | NQ               | NQ               | NQ      |
| Fabio Fognini               | singel (m)  | Estrella W 2-1 (2:6,7:6,6:0)  | Paire W 2-1 (4:6,6:4,7:6)             | Murray P 1-2 (1:6,6:2,3:6)                | NQ                                      | NQ               | NQ               | NQ      |
| Fabio Fognini Andreas Seppi | debel (m)   | N/A                           | Marczenko / Mołczanow W 2-0 (6:4,6:3) | Bellucci / Sá W 2-1 (5:7,7:5,6:3)         | Nestor Pospisil P 0-2 (3:6.1:6)         | NQ               | NQ               | NQ      |
| Roberta Vinci Fabio Fognini | mikst       | N/A                           | N/A                                   | Mladenovic / Herbert W 2-1 (6:4,3:6,10:8) | Williams / Ram P 0-2 (3:6,5:7)          | NQ               | NQ               | NQ      |

### Triathlon
| Zawodnik           | Konkurencja | Pływanie (1,5 km) | Zmiana 1 | Jazda na rowerze (40 km) | Zmiana 2 | Bieg (10 km) | Czas    | Pozycja |
| ------------------ | ----------- | ----------------- | -------- | ------------------------ | -------- | ------------ | ------- | ------- |
| Alessandro Fabian  | mężczyźni   | 17:22             | 0;49     | 55:07                    | 0:40     | 33:37        | 1:47:35 | 14.     |
| Davide Uccellari   | mężczyźni   | 17:32             | 0:51     | 56:57                    | 0:37     | 35:09        | 1:51:06 | 34.     |
| Charlotte Bonin    | kobiety     | 19:07             | 0:55     | 1:01:29                  | 0:43     | 38:34        | 2:00:48 | 17.     |
| Annamaria Mazzetti | kobiety     | 19:42             | 0:52     | 1:04:08                  | 0:37     | 36:34        | 2:01:53 | 29.     |

### Wioślarstwo
Mężczyźni
| Zawodnik | Konkurencja | Eliminacje | Eliminacje | Repesaż | Repesaż | Półfinały | Półfinały | Finał             | Finał | Miejsce |
| Zawodnik | Konkurencja | Czas       | M.         | Czas    | M.      | Czas      | M.        | Czas              | M.    | Miejsce |
| --- | ----------- | ---------- | ---------- | ------- | ------- | --------- | --------- | ----------------- | ----- | ------- |
| Giovanni Abagnale Marco Di Costanzo | M2-         | 6:46,04    | 2.         | N/A     | N/A     | 6:24,96   | 1.        | 7:04,52           | 3.    | brąz    |
| Romano Battisti Francesco Fossi | M2x         | 6:42,33    | 3.         | N/A     | N/A     | 6:15,24   | 2.        | 6:57,10           | 4.    | 4.      |
| Marcello Miani Andrea Micheletti | LM2x        | 6:24,10    | 2.         | N/A     | N/A     | 6:40,45   | 4.        | 6:29,52 (Finał B) | 2.    | 6.      |
| Matteo Castaldo Matteo Lodo Domenico Montrone Giuseppe Vicino                                                                                   | M4-         | 5:56,01    | 1.         | N/A     | N/A     | 6:16,54   | 3.        | 6:03,85           | 3.    | brąz    |
| Martino Goretti Livio La Padula Stefano Oppo Pietro Ruta                                                                                        | LM4-        | 6:03,26    | 1.         | N/A     | N/A     | 6:06,54   | 1.        | 6:25,52           | 4.    | 4.      |
| Luca Agamennoni Vincenzo Capelli Pierpaolo Frattini Fabio Infimo Emanuele Liuzzi Mario Paonessa Matteo Stefanini Simone Venier Enrico D’Aniello | M8+         | 5:52,83    | 4.         | 6:05,12 | 5.      | N/A       | N/A       | NQ                | NQ    | NQ      |

Kobiety
| Zawodnik                          | Konkurencja | Eliminacje | Eliminacje | Repesaż | Repesaż | Półfinały | Półfinały | Finał             | Finał | Miejsce |
| Zawodnik                          | Konkurencja | Czas       | M.         | Czas    | M.      | Czas      | M.        | Czas              | M.    | Miejsce |
| --------------------------------- | ----------- | ---------- | ---------- | ------- | ------- | --------- | --------- | ----------------- | ----- | ------- |
| Sara Bertolasi Alessandra Patelli | W2-         | 7:13,06    | 4.         | 7:58,89 | 2.      | 7:45,44   | 6.        | 7:24,51 (Finał B) | 5.    | 11.     |
| Laura Milani Valentina Rodini     | LW2x        | 7:09,12    | 4.         | 8:03,03 | 3.      | 8:11,21   | 1.        | 7:36,64 (Finał C) | 1.    | 13.     |

### Zapasy
Mężczyźni – styl klasyczny
| Zawodnik          | Konkurencja | 1/16             | 1/8              | Ćwierćfinał      | Półfinał         | Repesaż               | Finał/3.miejsce  | Finał/3.miejsce |
| Zawodnik          | Konkurencja | Przeciwnik Wynik | Przeciwnik Wynik | Przeciwnik Wynik | Przeciwnik Wynik | Przeciwnik Wynik      | Przeciwnik Wynik | Pozycja         |
| ----------------- | ----------- | ---------------- | ---------------- | ---------------- | ---------------- | --------------------- | ---------------- | --------------- |
| Daigoro Timoncini | -98 kg      | N/A              | Aleksanian P 2-5 | NQ               | NQ               | Alexuc-Ciurariu P 0-3 |                  | 5.              |

Mężczyźni – styl wolny
| Zawodnik      | Konkurencja | 1/16             | 1/8              | Ćwierćfinał       | Półfinał             | Repesaż          | Repesaż          | Finał/3.miejsce  | Finał/3.miejsce |
| Zawodnik      | Konkurencja | Przeciwnik Wynik | Przeciwnik Wynik | Przeciwnik Wynik  | Przeciwnik Wynik     | Przeciwnik Wynik | Przeciwnik Wynik | Przeciwnik Wynik | Pozycja         |
| ------------- | ----------- | ---------------- | ---------------- | ----------------- | -------------------- | ---------------- | ---------------- | ---------------- | --------------- |
| Frank Chamizo | -65 kg      | BYE              | Safarian W 3-1   | Iakobiszwili W4-3 | Toğrul Əsgərov P 4-7 | N/A              | N/A              | Molinaro W 5-3   | brąz            |

### Żeglarstwo
Kobiety
| Zawodnik                        | Konkurencja  | Wyścig | Wyścig | Wyścig | Wyścig | Wyścig | Wyścig | Wyścig | Wyścig | Wyścig | Wyścig | Wyścig | Wyścig | Wyścig | Punkty | Finałowa pozycja |
| Zawodnik                        | Konkurencja  | 1      | 2      | 3      | 4      | 5      | 6      | 7      | 8      | 9      | 10     | 11     | 12     | M*     | Punkty | Finałowa pozycja |
| ------------------------------- | ------------ | ------ | ------ | ------ | ------ | ------ | ------ | ------ | ------ | ------ | ------ | ------ | ------ | ------ | ------ | ---------------- |
| Flavia Tartaglini               | RS:X         | 12     | 1      | 5      | 1      | 1      | 4      | 1      | 12     | 10     | 9      | 5      | 6      | 16     | 71     | 6.               |
| Silvia Zennaro                  | Laser Radial | 10     | 24     | 23     | 18     | 15     | 21     | 15     | 16     | 28     | 17     | N/A    | N/A    | NQ     | 159    | 22.              |
| Giulia Conti Francesca Clapcich | 49erFX       | 3      | 7      | 7      | 6      | 10     | 8      | 15     | 13     | 5      | 6      | 4      | 7      | 6      | 82     | 5.               |
| Elena Berta Alice Sinno         | 470          | 13     | 19     | 16     | 14     | 8      | 15     | 16     | 19     | 15     | 20     | N/A    | N/A    | NQ     | 135    | 19.              |

Mężczyźni
| Zawodnik                      | Konkurencja | Wyścig | Wyścig | Wyścig | Wyścig | Wyścig | Wyścig | Wyścig | Wyścig | Wyścig | Wyścig | Wyścig | Wyścig | Wyścig | Punkty | Finałowa pozycja |
| Zawodnik                      | Konkurencja | 1      | 2      | 3      | 4      | 5      | 6      | 7      | 8      | 9      | 10     | 11     | 12     | M*     | Punkty | Finałowa pozycja |
| ----------------------------- | ----------- | ------ | ------ | ------ | ------ | ------ | ------ | ------ | ------ | ------ | ------ | ------ | ------ | ------ | ------ | ---------------- |
| Mattia Camboni                | RS:X        | 11     | 13     | 4      | 37     | 37     | 9      | 10     | 21     | 3      | 3      | 5      | 1      | 20     | 137    | 10.              |
| Francesco Marrai              | Laser       | 30     | 11     | 18     | 5      | 22     | 11     | 5      | 1      | 13     | 23     | N/A    | N/A    |        | 109    | 12.              |
| Giorgio Poggi                 | Finn        | 11     | 4      | 16     | 11     | 18     | 15     | 7      | 19     | 11     | 18     | N/A    | N/A    | NQ     | 111    | 18.              |
| Ruggero Tita Pietro Zucchetti | 49er        | 7      | 20     | 19     | 11     | 15     | 8      | 9      | 9      | 6      | 7      | 10     | 19     | NQ     | 120    | 14.              |

Open
| Zawodnik                        | Konkurencja | Wyścig | Wyścig | Wyścig | Wyścig | Wyścig | Wyścig | Wyścig | Wyścig | Wyścig | Wyścig | Wyścig | Wyścig | Wyścig | Punkty | Finałowa pozycja |
| Zawodnik                        | Konkurencja | 1      | 2      | 3      | 4      | 5      | 6      | 7      | 8      | 9      | 10     | 11     | 12     | M*     | Punkty | Finałowa pozycja |
| ------------------------------- | ----------- | ------ | ------ | ------ | ------ | ------ | ------ | ------ | ------ | ------ | ------ | ------ | ------ | ------ | ------ | ---------------- |
| Vittorio Bissaro Silvia Sicouri | Nacra 17    | 10     | 12     | 3      | 3      | 3      | 7      | 6      | 13     | 13     | 2      | 7      | 4      | 14     | 84     | 5.               |

M = Wyścig medalowy